# Língua yuracaré
O yuracaré (também yurakaré, yuracare, yurakare, yuacare, yurakar, yuracar, yurujuré, yurujare, yurujarey, tabuybu, ta-buybu) é uma língua isolada da Bolívia e um de seus 37 idiomas oficiais. A lingua é falada pelo povo Yuracaré, nativo da Bolívia e localizado principalmente nos departamentos de Beni e Cochabamba, com um total, aproximadamente, de 2.675 falantes. É considerada uma língua ameaçada de extinção.
De um ponto de vista morfológico, o yuracaré é uma língua polissintética aglutinante, com um elevado uso de prefixos e sufixos.

## Etimologia
É provável que o nome yuracaré tenha origem na língua quíchua. O termo seria derivado do quíchua yurajqara, que significa "pele branca", uma possível referência à uma doença de pele comum entre os yuracaré que causa a perda de pigmentos. Há também a hipótese de que o nome seja uma combinação de yuraj e qari, quíchua para "branco" e "homem", respectivamente.
Entre os falantes de yuracaré, a língua é comumente referida pelo endônimo ta-buybu, literalmente "nossa palavra" ou "nosso idioma".
Há, ainda, o uso do nome yurujarey ou tabuybu yurujarey, relacionado a yurújare, nome nativo para o povo Yuracaré.

## Distribuição
A população yuracaré está presente nos departamentos de Cochabamba (56%), Beni (41%), Santa Cruz (2%) e La Paz (0.8%), na Bolívia. As províncias com a maior concentração de yuracarés são Chapare (40%), Moxos (22%), Carrasco (19%) e Marbán (13%), com um total de 90% da população.
Atualmente, predomina nas comunidades yuracarés o bilinguismo yuracaré-castelhano, com o crescimento do monolinguismo em castelhano devido a uma queda da transmissão intergeracional da língua, já aparente principalmente em jovens e crianças, em um processo de castelhanização. Em 2007, de um total de 3.333 membros do povo Yuracaré, apenas 2.675 falavam a língua.

## História
Os estudos feitos sobre a história yuracaré têm como fontes principais relatos coloniais.
A primeira menção conhecida do povo data do século XVI (1584). Nela, o nome "yuracale" é utilizado para se referir a um grupo indígena que seria aliado dos guaranis (chiriguanos), além de outros povos indígenas. Entre eles, estão inclusos falantes da língua quíchua, o que, somado à condição da língua quíchua como língua franca durante parte do período pré e pós-Colombiano, intensificada com a expansão do Império Inca, seria uma possível explicação para a origem quíchua do nome "yuracaré".
O primeiro estudo dedicado à língua yuracaré foi feito em 1893 pelo padre franciscano La Cueva.

## Classificação
Há pequenas variações léxicas e fonológicas entre diferentes grupos yuracarés, mas não há um consenso se são suficientes para a classificação do idioma em dialetos distintos.
Apesar de ser possível traçar paralelos entre o yuracaré e outras línguas sul-americanas, como comparações lexicais com o mosetén-tsimane, não há evidências suficientes para a inclusão do yuracaré em um grupo linguístico, sendo ele considerado um idioma isolado ou não-classificado.

### Comparações lexicais
As semelhanças entre o yuracaré e o mosetén-tsimane são consideradas evidências de que populações falantes dessas línguas teriam participado de uma esfera de interação durante a pré-história:
| Português     | Yuracaré            | Tsimané               | Mosetén         | Proto-Mosetén-Tsimané |
| ------------- | ------------------- | --------------------- | --------------- | --------------------- |
| água/molhado  | samːa ‘água’        | samaʔ-heʔ ‘molhar’    | samaʔ ‘molhado’ |                       |
| amendoim      | sebːe               | dabaʔ                 | dʲabaʔ          |                       |
| beber         | enʧei               | tʲeih                 | tʲe-k           |                       |
| carne/gordura | sæhsæ ‘gordura’     |                       |                 | *ʃɨʃ ‘carne’          |
| casa          | sibæ                | ʃipa ‘casa do pajé’   |                 |                       |
| homem         | ʃunɲe               | soɲiʔ/sonʔ            | soɲiʔ ‘homem’   |                       |
| língua        | ẽrume               |                       |                 | *nem                  |
| mandioca      | ɲowːo               | ʧowoʔ ‘mandioca dura’ |                 |                       |
| manhã/dia     | læhlæ ‘dia’         |                       |                 | *nohno ‘manhã’        |
| NEG           | niʃ-                |                       | its- ‘não ser’  |                       |
| olho/ver      | bæh-ta/bæh-ma ‘ver’ | βeh, weh ‘olho’       |                 |                       |
| pênis         | ulːiw               | dʲuʔ                  | dʲɨʔ            |                       |
| pimenta       | winːu               |                       |                 | *iːnoh                |
| raia          | isuna               | isinuʔ                | isinɨʔ          |                       |
| tabaco        | korːe               |                       |                 | *kos                  |
| tamanduá      | aʃuʃu               | ʧʰuʔʃus               |                 |                       |
| taquara       | toɲo                | tonʔ                  |                 |                       |

## Fonologia
O yuracaré possui 7 fonemas vocálicos e 18 fonemas consonantais:
|              | Anterior | Central | Posterior |
| ------------ | -------- | ------- | --------- |
| Fechada      | i        | ɨ       | u         |
| Semifechada  | e        |         | o         |
| Quase aberta | æ        |         |           |
| Aberta       | a        |         |           |

As vogais são pronunciadas de maneira mais curta quando em sílabas fechadas e de maneira mais longa quando em sílabas abertas. Além disso, o fonema ɨ é pronunciado como [y] por alguns falantes.
|             | Bilabial | Labiovelar | Alveolar | Pós-Aoveolar | Palatal | Velar | Glotal |
| ----------- | -------- | ---------- | -------- | ------------ | ------- | ----- | ------ |
| Plosiva     | p b      |            | t d      |              |         | k     | (ʔ)    |
| Africada    |          |            |          | t͡ʃ           | dʲ      |       |        |
| Nasal       | m        |            | n        |              | ɲ       |       |        |
| Vibrante    |          |            |          |              |         |       |        |
| Fricativa   |          |            | s        | ʃ ɹ̝          |         |       | h      |
| Aproximante |          | w          |          |              | j       |       |        |
| Lateral     |          |            | l        |              |         |       |        |

A plosiva glotal se encontra entre parênteses porque sua pronúncia não é obrigatória. Ela ocorre apenas entre duas vogais idênticas e não é representada na linguagem escrita.
- Exemplos:[20]

|              | Possíveis pronúncias | Possíveis pronúncias |
| ------------ | -------------------- | -------------------- |
| yee (mulher) | jeʔe                 | jee                  |
| too (osso)   | toʔo                 | too                  |

### Tonicidade
No yuracaré, a sílaba tônica é sempre a penúltima ou a antepenúltima sílaba de cada palavra. Como regra geral, da esquerda para a direita, a cada duas sílabas a segunda sílaba recebe ênfase, em um modelo iâmbico, com exceção da última sílaba, que nunca recebe ênfase. Quando duas ou mais sílabas recebem ênfase, a sílaba mais à direita recebe a ênfase principal.
- Exemplos:[23]

|  | po.jó.re | → | ti.pó.jo.re | → | ti.pò.jo.ré.ni   |
|  | Canoa    | → | Minha canoa | → | Para minha canoa |

|  |

Certos prefixos sempre recebem ênfase, como os prefixos de posse no plural (ta-, pa- e ma-), o que pode fazer com que a alternância entre sílabas átonas e tônicas passe a ocorrer a partir da primeira sílaba da palavra.
- Exemplos:[23]

|  | ti.sí.bë   | → | tá.si.bë   |  | ti.pó.jo.re | → | tà.po.jó.re |
|  | Minha casa | → | Nossa casa |  | Minha canoa | → | Nossa canoa |

|  |

Palavras com raízes monossilábicas, que são raras no yuracaré, têm sua vogal final duplicada em situações nas quais receberiam a ênfase principal. Com isso, passam a ser dissilábicas, recebendo ênfase em sua primeira sílaba. Como exemplo, há a palavra pa, que significa "irmão mais novo de um homem":
- Exemplo:

|  | pá.a            | → | ti.pá.a             | → | tá.pa                 |
|  | Irmão mais novo | → | Meu irmão mais novo | → | Nosso irmão mais novo |

|  |

Como exceção, há também o fato de que sílabas terminadas em consoantes, consideradas pesadas, sempre recebem ênfase (ex.: púy.da.ra, um ancestral do jaguar), além de que certas palavras não se comportam seguindo essas regras (ex: tá.li.pa, que significa "galinha"), entre outros casos específicos.
Na ortografia oficial do yuracaré, a sílaba tônica não é representada quando se encontra na penúltima sílaba, por se tratar do caso mais comum, enquanto o acento agudo (´) e o acento circunflexo (^) são utilizados para indicar a sílaba tônica em outras posições. O acento agudo é utilizado para indicar tonicidade em a, e, i, o e u, enquanto o acento circunflexo exerce essa função substituindo o trema em ë e ü.

### Fonotática
O yuracaré segue a estrutura (C)V(C) (C=consoante, V=vogal) para suas sílabas. Sendo assim, as sílabas podem ser do tipo V (como em a.si.bë, que significa "sua casa"), CV (ba.tay, "me vou"), VC (ti.ap.ta, "meu parente") ou CVC (mi.bash.ti, "sua esposa"). As consoantes t, k, ch, b, d, dy nunca se encontram nas posições finais de um sílaba, isto é, na posição coda.

## Ortografia
Diferentes propostas para a ortografia da língua yuracaré foram feitas ao longo da história de seus estudos, todas as quais utilizaram o alfabeto latino. Em um encontro feito em 2007, representantes do povo yuracaré estabeleceram um alfabeto oficial igual ao alfabeto proposto por Gijn em 2006.
| Símbolo IPA | La Cueva (1893) e Lassinger (1915) | Day (1980, 1981), Ribera et al. (1981) | Gijn (2006)/Oficial |
| ----------- | ---------------------------------- | -------------------------------------- | ------------------- |
| p           | p                                  | p                                      | p                   |
| t           | t                                  | t                                      | t                   |
| t͡ʃ          | ch                                 | ch                                     | ch                  |
| k           | c                                  | c/qu                                   | k                   |
| b           | b                                  | b                                      | b                   |
| d           | d                                  | d                                      | d                   |
| dʲ          | y                                  | dy                                     | dy                  |
| s           | s                                  | s                                      | s                   |
| ʃ           | s/z                                | sh                                     | sh                  |
| h           | j                                  | j                                      | j                   |
| m           | m                                  | m                                      | m                   |
| n           | n                                  | n                                      | n                   |
| ɲ           | ñ                                  | ñ                                      | ñ                   |
| l           | l                                  | l                                      | l                   |
| ɹ̝           | r                                  | r                                      | r                   |
| w           | v/u                                | hu/u                                   | w                   |
| j           | y/i                                | y/i                                    | y                   |

ɲ (representado por ñ) é como o "nh" em manhã.
dʲ (atualmente representado por dy) é como o "d" no espanhol radio ou como o "d" em "incêndio" no português europeu.
t͡ʃ (representado por ch) é como o "tch" em "tchau".
ɹ̝ (representado por r) é como o "r" no inglês round em alguns dialetos urbanos da África do Sul apical, próximo ao "r" em "arara".
| Símbolo IPA | La Cueva (1893) e Lassinger (1915) | Day (1980, 1981), Ribera et al. (1981) | Gijn (2006)/Oficial |
| ----------- | ---------------------------------- | -------------------------------------- | ------------------- |
| i           | i                                  | i                                      | i                   |
| ɨ           | u                                  | ü                                      | ü                   |
| u           | u                                  | u                                      | u                   |
| e           | e                                  | e                                      | e                   |
| o           | o                                  | o                                      | o                   |
| æ           | e/a                                | ë                                      | ë                   |
| a           | a                                  | a                                      | a                   |

ɨ (atualmente representado por ü) é como o "e" na palavra "pegar" em alguns dialetos do português europeu. 
æ (atualmente representado por ë) é como o "al" em half no inglês americano, próximo ao "é" em "pé".
A proposta de Gijn teve como objetivo simplificar a ortografia do Yuracaré e distanciá-la de regras de grafia do castelhano. Enquanto /w/ era escrito como "v" no início de sílabas e como "u" no final de sílabas na proposta de La Cueva, e Day e Ribera et al. utilizavam "hu" e "u", respectivamente, para essas posições, Gijn utiliza o símbolo "w" para ambos os casos. As diferentes grafias para /k/, /j/, /ʃ/ e /æ/ são também substituídas por símbolos únicos.

## Gramática

### Pronomes
No yuracaré, os pronomes podem ser classificados como pessoais ou demonstrativos, com exceção de ama, um pronome interrogativo.

#### Pronomes pessoais
Há quatro pronomes pessoais no yuracaré:
|          | 1ª pessoa | 2ª pessoa |
| -------- | --------- | --------- |
| Singular | sëë       | mëë       |
| Plural   | tuwa      | paa       |

Ao contrário da maioria dos substantivos e de outros pronomes do yuracaré, os pronomes pessoais têm limitações quanto ao processo de derivação. Além de serem os únicos nomes com um plural não cognato, em um caso de supletismo, apenas os afixos -jti (limitante) e -shku(ta) (adverbializante) podem ser utilizados.
- Exemplo:[31]

|  |  | më‐jti                 | che‐cha‐m                     | nish                  | ti‐wështi             | së                    |
|  |  | Pronome.2ªPS‐limitante | comer‐imperativo‐sujeito.2ªPS | negação               | 1ªPS‐fome             | pronome.1ªPS          |
|  |  | Coma você sozinho.     | Coma você sozinho.            | Eu não estou com fome | Eu não estou com fome | Eu não estou com fome |

Em casos em que é possível inferir os pronomes pessoais, eles podem ser omitidos, no que é conhecido como anáfora zero, o que classifica a língua como pro-drop.
- Exemplo:[32]

|  |  | chërë-të-y    |
|  |  | [Eu] me cocei |

Não há pronomes referentes especificamente à terceira pessoa, mas esta pode ser indicada a partir de pronomes demonstrativos.

#### Pronomes demonstrativos
O yuracaré possui 3 pronomes demonstrativos básicos: ana, naa e ati. Geralmente, ana é utilizado para se referir a objetos próximos ao emissor, como "isto", no português, ou objetos distantes quando indicados por gestos corporais; naa é utilizado para se referir a objetos distantes, principalmente quando não podem ser vistos pelos interlocutores; e ati indica objetos próximos ao receptor, além de outras distâncias. No entanto, na prática, há muitas situações em que esses pronomes são intercambiáveis.
- Exemplos:[34]

|  |  | layj tuwa ta‐tebe ana emme |
|  |  | Esta ía ser nossa carne.   |

|  |

|  |  | ama‐shku yupa‐shta‐ø naa=y=ri  |
|  |  | Como é que ele vai entrar ali? |

|  |

|  |  | aa a‐pojore ati       |
|  |  | De quem é essa canoa? |

|  |

Diversos processos de derivação se aplicam aos pronomes demonstrativos, com certos afixos específicos a um ou dois dos pronomes. Por exemplo, o prefixo l- pode ser adicionado a ana e a ati, o que restringe o sentido desses pronomes para uma anáfora ou catáfora do termo ou ideia que se encontram logo antes ou depois de sua posição. Para o pronome ana, junto a l- pode ser adicionado o sufixo -y, formando lani, que possui um sentido mais restritivo do que ani (semelhante à diferença entre "aqui" e "bem aqui").
- Exemplo:[37]

|  |  | l‐ani mu‐tütü‐n‐tu             |
|  |  | Vamos ficar bem aqui com eles. |

Ana, (l)ati e naa podem indicar sujeitos e objetos na terceira pessoa do singular, enquanto as formas (l)atiw, anaw, naaw, formadas com a adição do sufixo pluralizador =w , têm a mesma função para a terceira pessoa do plural.
- Exemplo:[33]

|  |  | l‐ati=w ma‐pu‐ø=ja ma‐ma‐n‐chiwa‐ø=ya too=w      |
|  |  | Quando ele havia os levado, ele tentou os ossos. |

#### Pronome interrogativoama
Há apenas três palavras interrogativas simples no yuracaré: ama (equivalente a "qual" ou "quem"), ëshë ("por que" ou "por quê") e tëtë ("o que" ou "o quê"). Dentre elas, apenas ama comporta-se como um pronome, podendo formar outras palavras interrogativas a partir da adição de sufixos:
- Exemplos: ama=ti (onde), am=chi (para onde), ama=jsha (de onde), am-ti (quanto ou quantos), ama=la (com o que, com o quê, por onde, por que ou por quê) e ama-sh(ku) (como).

|  |

- Exemplos de uso:[40]

|  |  | ama a‐sëwwë‐ø       |  | ama=ti‐ø=w pa‐mme=w pa‐tata=w |
|  |  | Quem está gritando? |  | Onde estão seu pai e sua mãe? |

### Substantivos

#### Número
O número de substantivos no yuracaré tem como possibilidades o singular e o plural, cuja determinação segue um de três modelos a depender da palavra. Para a maioria dos substantivos, o singular não possui uma marcação, enquanto o plural é indicado pelo sufixo =w (ex.: shunñe, "homem", e shunñe=w, "homens"). Ocorre, também, o inverso, com substantivos cujo singular é acompanhado do sufixo =w, enquanto o plural geralmente não o possui. (ex.: kamisa=w, "camisa" e kamisa, "camisas"). Além disso, há substantivos que não admitem a adição de =w, com singular e plural idênticos (ex.: sibbë, "casa" ou "casas").

#### Posse
A marcação de posse no yuracaré é feita a partir da adição de prefixos no substantivo:
|                       | Prefixos | Exemplos                                       |
| --------------------- | -------- | ---------------------------------------------- |
| 1ª pessoa do singular | ti‐      | ti‐werta (minha cesta)                         |
| 2ª pessoa do singular | mi‐      | ka‐y‐mala‐ma mi‐bashti (vá e traga sua esposa) |
| 3ª pessoa do singular | a-       | shunñe a‐sibë (a casa desse homem)             |
| 1ª pessoa do plural   | ta‐      | tuwa ta‐pojore (nossa canoa)                   |
| 2ª pessoa do plural   | pa‐      | pá‐sibë (a casa de vocês)                      |
| 3ª pessoa do plural   | ma‐      | má‐dojo (o corpo deles)                        |

Substantivos que se referem a animais grandes necessitam também da palavra tiba para a marcação de posse, que recebe o sufixo em vez do substantivo e traz a ideia de domesticação (ex: ti-tiba talipa, que significa "minha galinha" ou "minha galinha de estimação").
Algumas sensações, como fome e raiva, são também expressas a partir de marcadores de posse:
- Exemplos:

|  |  | ti-weshti                                  |  | ti-dyolti                                    |
|  |  | Estou com fome (literalmente "minha fome") |  | Estou com raiva (literalmente "minha raiva") |

#### Outras derivações
Vários outros afixos podem ser adicionados a substantivos para alterar seus significados:
| Afixos | Significado                       | Exemplos                                                                 |
| ------ | --------------------------------- | ------------------------------------------------------------------------ |
| -nñu   | "de tamanho pequeno" ou afeto     | soboto=y li‐tütü‐ø sewe‐nñu (a pequena criança estava dentro da barriga) |
| -tebe  | "algo para"                       | ti-bana-tebe (bracelete; literalmente "algo para meu braço")             |
| -jti   | sentido limitante (como "apenas") | më-jti (apenas vocês)                                                    |
| -shama | falecimento ou desuso             | ti-pëpë-shama=w (meus avós falecidos)                                    |
| -kka   | forma adjetivos de medida         | ti-tëë karina-kka ati (esse é do tamanho de minha sobrinha Karina)       |
| i-     | equivalente ao verbo "ter"        | nish i-tulë-jti (não tenho sal)                                          |
| -jta   | "ter o cheiro ou sabor de"        | dyarru-jta-m (cheira como chicha)                                        |
| -shku  | forma advérbios comparativos      | yurujare-shku-ta (como um yuracaré)                                      |

Há também o sufixo -tA, cuja vogal assimila-se à vogal que a antecede: nos casos de /a/, /æ/, /o/ e /e/, torna-se igual, e nos casos de /i/, /ɨ/ e /u/, torna-se a vogal "a". O mesmo sufixo é também utilizado em verbos para indicar a voz média. Em substantivos, forma novos substantivos a partir de associação (relacionada a contexto), extensão metafórica ou posse prévia:
- Exemplos:

Associação:
|  |  | ti‐dala      | → | ti‐dala‐ta      |
|  |  | Minha cabeça | → | Meu travesseiro |

Extensão metafórica:
|  |  | ti‐pilë    | → | a‐pilë‐të          |
|  |  | Minha boca | → | A porta dele/disso |

Posse prévia:
|  |  | ti‐sibë    | → | ti‐sibë‐të                   |
|  |  | Minha casa | → | O lugar que era a minha casa |

### Adjetivos
Os adjetivos no yuracaré podem ser subdivididos em adjetivos qualificativos e quantificativos.

#### Adjetivos qualificativos
Geralmente, os adjetivos qualificativos são utilizados como predicados, podendo ser separados em sete categorias:
| Campo semântico         | Exemplos                              |
| ----------------------- | ------------------------------------- |
| Dimensão                | matata (grande), ñuñujulë (pequeno)   |
| Propriedade física      | sëpisë (duro)                         |
| Cor                     | sëjsëshi (azul), tëbëttëbë (vermelho) |
| Características humanas | ayra (preguiçoso)                     |
| Idade                   | oshpe (novo), pëpë (velho)            |
| Valor                   | ënnëtë (ruim), shudyulë (bonito)      |
| Velocidade              | adyajta (rápido), kamishë (devagar)   |

Todas as categorias podem ser marcadas com o sufixo ‐nñu (diminutivo) ou com o sufixo ‐lë (superlativo), ou passar por um processo de reduplicação, com o uso de sua primeira ou duas primeiras sílabas, seguidas por j, como um prefixo, o que intensifica o significado do adjetivo.
- Exemplos:[50]

|  |  | ñuñujulë‐nñu‐ø ta‐ëtëjñu    |  | ana‐ja‐lë      |  | shuj~shuyulë      |
|  |  | Nosso filho é pequenininho. |  | Muito pequeno. |  | Realmente bonito. |

#### Adjetivos quantificativos
Entre os adjetivos quantificativos mais comuns, estão:
| Adjetivos quantificativos | Significado   |
| ------------------------- | ------------- |
| bëmë                      | muitos        |
| ñunti                     | poucos        |
| nish amti                 | não muito     |
| peshe                     | alguns        |
| mmuy/mumuy/mumay          | todo ou todos |

Os mesmos marcadores utilizados em adjetivos qualificativos também podem ser utilizados em adjetivos quantificativos.
- Exemplos:[52]

|  |  | ma‐mmuy     |  | ñunti‐nñu‐ø ti‐awaryente            |  | bëj~bëmë‐ø ti‐awaryente          |
|  |  | Todos eles. |  | Eu só tenho um pouquinho de álcool. |  | Eu tenho realmente muito álcool. |

|  |

Numerais também podem ser incluídos na categoria de adjetivos quantificativos.

### Verbos

#### Tempo
No yuracaré, os possíveis tempos verbais são passado, presente e futuro. O futuro é indicado pela adição do sufixo -shta no verbo, enquanto a diferenciação entre passado e presente depende de contexto e/ou marcadores de modo e aspecto.
O futuro indicado por -shta pode ser absoluto, definido em relação ao momento da enunciação, ou relativo, definido em relação a outro evento ou ponto no tempo.
- Exemplos: [56]

Absoluto:
|  |  | ku‐yuda‐shta‐ø                         |
|  |  | objeto.3ªPS-ajudar-futuro-sujeito.3ªPS |
|  |  | Ele vai ajudá-lo                       |

Relativo:
|  |  | müta‐ø=w=ja                                         | che‐shta‐ø=w=chi               | nish    | poyde     | tiya‐ø=w=ya              | latiji |
|  |  | puxar-3ªP=plural=mesmo.sujeito                      | comer-futuro-3ªP=Plural=dúvida | negação | conseguir | 3ªP=plural=mesmo.sujeito | após   |
|  |  | Após puxa-ló eles iam comê-lo, mas não conseguiram. |                                |         |           |                          |        |

|  |

O sufixo -shta não é necessário para construções que indicam contrafactualidade.
- Exemplo:[57]

|  |  | nij ka‐la‐bbë‐ti oshewo tiyu=y=chi talipa=w ti‐chata             |
|  |  | Se eu não tivesse coberto o pote, as galinhas teriam comido tudo |

#### Voz
No yuracaré é possível indicar a voz média e causativos a partir, respectivamente, do uso do sufixo -tA (cuja vogal se aproxima da vogal que a precede) no verbo da oração e de uma modificação da terminação do radical do verbo.
A voz média engloba o reflexivo, o recíproco e o passivo sem agente.
- Exemplos:[32]

Reflexivo:
|  |  | chërë-të-y |
|  |  | Cocei-me.  |

Recíproco:
|  |  | pa-mumuy ujwa-ta-p                             |
|  |  | Todos vocês estão se olhando [uns aos outros]. |

Passivo sem agente:
|  |  | ta-poybolo lëtëmë a-mujumuju=y dula-ta-∅      |
|  |  | Nosso vilarejo foi feito no meio da floresta. |

|  |

O causativo pode ser indicado pela substituição da terminação ta presente em alguns verbos por che ou por sua primeira sílaba, pela troca da última vogal do verbo, pela adição do verbo ibëbë/bë, entre outras maneiras, sendo que cada verbo admite apenas uma opção. Quando indicado, o causativo significa que o sujeito é responsável por causar uma mudança de estado em algo ou por fazer com que algo ou alguém faça ou se torne alguma coisa.
- Exemplo:

|  |  | awëwë ti-m-bë-∅    |
|  |  | Ele me fez chorar. |

#### Aspecto
Há quatro marcadores de aspecto no yuracaré:
| Marcador | Aspecto            | Exemplos                                                              |
| -------- | ------------------ | --------------------------------------------------------------------- |
| a-       | incompletivo       | a‐tiya‐tu=ja (enquanto estávamos comendo)                             |
| -jti     | habitual           | ma‐bëbë‐ni‐jti‐ø=w yënnë=w (eles sempre saíam para procurar fruta bi) |
| -nishi   | quase completivo   | lëjëlë‐nishi (logo antes do amanhecer)                                |
| -lë      | completivo recente | wita‐lë‐y=ti (assim que eu cheguei)                                   |

O aspecto incompletivo, indicado com a junção do afixo a- a um verbo, define uma ação como incompleta ou como em andamento. O marcador pode também indicar que um evento está incipiente, ou até mesmo marcar o aspecto perfectivo em determinados contextos.
O aspecto habitual significa que uma ação ocorre habitualmente ou frequentemente, sendo indicado apenas em frases que estão no passado ou presente.
O marcador -nishi aponta para um momento logo antes de um evento, enquanto o marcador -lë indica um momento logo após um acontecimento. Assim, definem, respectivamente, os aspectos quase completivo e completivo recente.
Há também o aspecto imperfectivo, que pode ser dividido entre dois sub-aspectos: processos contínuos e processos repetidos, ambos os quais podem ser indicados a partir da repetição do predicado.
- Exemplo:[60]

|  |  | amala‐ø samma amala‐ø samma amala‐ø samma                                 |
|  |  | A água vinha, e vinha, e vinha (continuamente, durante um longo período). |

#### Número
No yuracaré, o número verbal pode remeter à quantidade de participantes da ação expressa pelo verbo ou à quantidade de ações/eventos.
Quando um verbo se refere a uma ação que ocorre múltiplas vezes, isso pode ser indicado pelo marcador de plural i-, que se torna y- quando precedido por uma vogal. Comumente, está também presente o sufixo -uma/-wma ou um sufixo reduplicativo, que indicam uma distribuição igualitária.
- Exemplos:[67]

|  |  | i‐bëbë~bë‐ø                        |  | i‐shudyuj‐ta‐wma‐ø winani‐ø=ja                        |
|  |  | Ele está procurando em todo lugar. |  | Quando ela caminhou se escondendo de tempo em tempos. |

|  |

Alguns verbos possuem formas supletivas diferentes a depender de seu número de participantes, podendo indicar singular ou plural. Nesses casos, o número de participantes se refere ao sujeito em verbos intransitivos, enquanto o número se refere ao objeto em verbos transitivos.
- Exemplos:[69]

|  |  | mala‐ø  |  | bali‐ø=w |
|  |  | Ele vai |  | Eles vão |

|  |

|  |  | mii‐ø      |  | ma‐pu‐ø     |
|  |  | Ele o pega |  | Ele os pega |

#### Modo
Há seis marcadores de modo no yuracaré:
| Marcador   | Modo                | Exemplos                                                                          |
| ---------- | ------------------- | --------------------------------------------------------------------------------- |
| ‐ni        | Intencional         | anu‐ta i‐jamio‐ni laij=yu (Eu pretendo ter um carro como esse também.)            |
| -ta        | Potencial           | nentaya bobo‐ta‐ø=w=se (Talvez eles o matem.)                                     |
| -nta       | Desiderativo        | sisë‐nta=ya nish poyde a‐sisë‐jti‐ø=w=ya (Eles queriam tocá-los, mas não podiam.) |
| -cha       | Jussivo             | dula‐cha‐p onno mu‐ta‐ø=ya a‐shoja=w ("Façam tamale", ele disse a suas filhas.)   |
| -ma, m-/n- | Imperativo singular | ka‐bayla‐ma (Escolha ela para dançar!)                                            |
| -pa, -pi   | Imperativo plural   | ku‐bali‐pa (Sigam ele!)                                                           |

O modo intencional, marcado por -ni, indica que uma ação ou estado futuros são a realidade esperada.
O modo potencial, marcado por -ta, indica que um evento expresso no predicado é uma possível realidade.
O modo desiderativo, marcado por -nta, expressa um desejo de fazer ou ser alguma coisa.
O marcador -cha, que não pode ser utilizado em verbos na primeira pessoa, expressa um desejo por parte do comunicador em relação à uma ação realizada por outro, na forma de um comando, pedido ou como um incentivo para que a ação seja realizada, o que classifica o modo jussivo.

#### Pessoa
No yuracaré, as pessoas do discurso são referenciadas a partir de afixos no verbo. Para o sujeito, são utilizados sufixos, e para os objetos, são utilizados prefixos.
|                       | Objeto | Sujeito | Exemplos                                                                      |
| --------------------- | ------ | ------- | ----------------------------------------------------------------------------- |
| 1ª pessoa do singular | ti‐    | ‐y      | ti‐bobo‐m (você bate em mim), mala‐y (eu vou)                                 |
| 2ª pessoa do singular | mi‐    | ‐m      | mi‐mala‐ø (ele traz você), ti‐bobo‐m (você bate em mim)                       |
| 3ª pessoa do singular | Ø/ka‐  | ‐ø      | bobo‐ø (ele bate nele), ka‐mala‐ø (ele o traz)                                |
| 1ª pessoa do plural   | ta‐    | ‐tu     | ta‐bobo‐ø (ele nos bate), ma‐daja‐tu tuwa (nós estamos pendurados juntos)     |
| 2ª pessoa do plural   | pa‐    | ‐p      | pa‐bobo‐ø (ele bate em vocês), tëp yaju‐p=bë (você está falando sobre o quê?) |
| 3ª pessoa do plural   | ma‐    | ‐ø=w    | ma‐jokko‐y (eu joguei eles fora), bali‐ø=w (eles vão)                         |

Não há distinção entre a 1ª pessoa do plural inclusiva e exclusiva, assim como não há uma distinção entre gêneros.
Com exceção da terceira pessoa do singular, os marcadores de objeto são idênticos aos marcadores de posse presente em substantivos.

#### Derivação de Grau
É possível marcar uma maior intensidade no verbo, isto é, um grau alto, a partir do uso da primeira ou das duas primeiras sílabas de sua raiz, seguidas por j, como um prefixo, em um processo de reduplicação. Isso pode atribuir o grau superlativo ao predicado, ou dar ênfase ao predicado, em eventos considerados intensos ou graves.
- Exemplo:[77]

|  |  | shamaj~shama‐shta‐ø=w=ya=chi           |
|  |  | Eles realmente estavam quase morrendo! |

|  |

O sufixo -mashi indica um grau limitado e é geralmente equivalente aos advérbios "pouco" ou "meio". Quando em frases negativas, -mashi intensifica a negação.
- Exemplos:

|  |  | puwa‐mashi‐ø              |  | anu‐ta nish ka‐müta‐mashi‐m ñowwo ku‐ta‐ø=ya                     |
|  |  | Ele está um pouco bebâdo. |  | "Você não colheu nem uma pequena mandioca", eles disseram a ela. |

|  |

#### Derivação de categoria
A partir de um processo morfológico de derivação, verbos também podem ser utilizados como substantivos, adjetivos e advérbios com a adição de sufixos.
| Sufixo | Categoria               | Exemplos                                                                            |
| ------ | ----------------------- | ----------------------------------------------------------------------------------- |
| ‐pshë  | Substantivo             | a‐judyu ma‐n‐che‐pshë (A pessoa que comeu o joco deles; comer → a pessoa que comeu) |
| ‐shku  | Advérbio                | puwa‐shku‐ta mala‐ø (Ele anda como um bêbado; beber → como um bêbado)               |
| ‐ilë   | Adjetivo para o sujeito | tiya‐ylë‐ø (Ele é um glutão; comer → glutão)                                        |
| ‐uta   | Adjetivo para um lugar  | ma‐ense‐wta (O lugar de beber deles; beber → de beber)                              |

### Sentença

#### Ordem da frase
No yuracaré, a ordem de predicados e seus argumentos é flexível, o que dificulta o estabelecimento de uma ordem básica para as palavras.
Na maioria dos casos, o verbo antecede o sujeito, enquanto o uso do sujeito antes do verbo indica algum tipo de ênfase. Não há uma preferência para o posicionamento do objeto antes ou após o verbo, sendo que ambos os casos ocorrem em proporções iguais. Sendo assim, as ordens mais comuns são VSO (verbo-sujeito-objeto) e OVS (objeto-verbo-sujeito), sendo que SVO (sujeito-verbo-objeto) e VOS (verbo-objeto-sujeito) também são frequentes.
- Exemplos:[82]

VSO:
|  |  | ma‐che‐ø=ya                | na                | pëpësu | a‐ñishshë=w        |
|  |  | 3ªPP-comer-3P=não.verídico | pr. demonstrativo | Pëpësu | 3ªPS-piolho=plural |
|  |  | Pëpësu comeu seus piolhos. |                   |        |                    |

OVS:
|  |  | enñe                              | bëbë‐ø=ya                | na                | aysa |
|  |  | curimbatá                         | procurar-3P=não.verídico | pr. demonstrativo | Aysa |
|  |  | Aysa estava procurando curimbatá. |                          |                   |      |

|  |

No entanto, é provável que SOV (sujeito-objeto-verbo) e OSV (objeto-sujeito-verbo) não sejam construções possíveis, presumivelmente como consequência da tendência no yuracaré de se ter no máximo uma palavra antes do verbo. Há casos em que o verbo se encontra na terceira posição de uma frase, mas apenas quando a primeira palavra tem o papel de estabelecer contexto, sendo semelhante a uma preposição.
- Exemplo:[82]

|  |  | am=chi                        | bata‐p=chi           |
|  |  | p.interrogativa=direção       | sair-2ªPP=ignorativa |
|  |  | Vocês estão saindo para onde? |                      |

|  |

Além disso, palavras interrogativas sempre se posicionam no início de sentenças, independentemente de seus papéis semânticos ou sintáticos.

#### Alinhamento
O yuracaré é uma língua nominativa-acusativa, o que se evidencia na maneira como sujeitos e objetos são marcados. Em um verbo transitivo, o sujeito (A) e o objeto (O) são marcados, respectivamente, pela adição de um sufixo e de um prefixo no verbo, que concordam em número e pessoa com o argumento a que se referem. Para verbos intransitivos, também são utilizados sufixos para se referir ao sujeito (S). Sendo assim, os sujeitos de verbos transitivos e intransitivos recebem o mesmo tratamento, que é diferente do tratamento do objeto (S e A ≠ O).
No entanto, há um pequeno número de verbos com características ergativas-absolutivas em relação à concordância em número. Isso ocorre nos verbos que possuem formas supletivas diferentes a depender de seu número de participantes, sendo que esse número se refere ao sujeito em verbos intransitivos (S) e ao objeto em verbos transitivos (O). Portanto, nesses casos, o sujeito de verbos intransitivos e o objeto se encontram na mesma categoria, separada da categoria do sujeito de verbos transitivos (S e O ≠ A).

#### Frases negativas e interrogativas
Frases negativas são marcadas pelo advérbio de negação nish (ou nij) ou pela forma nij-ta (negação de existência em voz média). Nish/nij geralmente precedem o predicado que negam, enquanto nij‐ta funciona como um predicado.
- Exemplos:[86]

|  |  | nish                       | ti‐bashti   | ana              |
|  |  | negação                    | 1ªPS-esposa | pr.demonstrativo |
|  |  | Esta não é a minha esposa. |             |                  |

|  |

|  |  | nij‐ta‐jti‐ø=ya                             | emme  |
|  |  | negação-voz.média-habitual-3ªP=não.verídico | carne |
|  |  | Não havia carne.                            |       |

|  |

As frases interrogativas podem ser divididas entre perguntas de sim ou não e perguntas formadas a partir do uso de palavras interrogativas.
As perguntas de sim ou não são estruturalmente idênticas a sentenças declarativas, apenas com diferenças em tom. Para indicar que uma frase é uma pergunta de sim ou não, a última sílaba tônica da frase ganha um tom mais alto (às vezes representado em itálico).
- Exemplo:[87]

|  |  | Yita‐mashi‐ø=la           |  | Yita‐mashi‐ø=la           |
|  |  | Ela está um pouco melhor. |  | Ela está um pouco melhor? |

## Vocabulário
Segue uma transcrição e tradução de uma versão curta da narrativa Ayma Shunñe, um texto mitológico da cultura yuracaré que narra um episódio em que um incêndio teria matado todos os yuracarés com exceção de um irmão e uma irmã.
| Texto em yuracaré                                                | Tradução inglês-português                                                                           |
| ---------------------------------------------------------------- | --------------------------------------------------------------------------------------------------- |
| Inele elli yupaya ati pëpëshama ayetina.                         | Um ancestral e sua irmã foram para dentro da terra.                                                 |
| Ayma machishtati, lëshie yupatuya ayetina.                       | Quando o fogo ía queimá-los, eles foram para dentro, ele e sua irmã.                                |
| Latijsha atiwja puchuya, ayma kalapuchuya.                       | Quando eles fizeram isso, eles se salvaram do fogo.                                                 |
| Yupaya amumay aballatatina: ashili, ñowwo, walujsa, palanta.     | Quando eles entraram, eles levaram vários tipos de sementes consigo: maize, yucca, hualusa, banana. |
| Amumay kayupaya ati pëpëshama.                                   | Tudo isso esse ancentral levou para dentro com ele.                                                 |
| Latijsha litütüya ineli, elejanay.                               | Então eles sentaram lá dentro, embaixo do chão.                                                     |
| Lati atomtew madulaya, maotchejti ashachi.                       | Então ele fez uma flecha e a colocou para fora do buraco.                                           |
| Lati poshpoto tiyati, nish ottojtiya, liwilita, litütüjtiya.     | Quando o fogo queimou a pena, eles não saíram; voltaram e permaneceram dentro.                      |
| Latijsha yosse, lachuta dula, lachuta mache.                     | Então novamente, ele a colocou daquele jeito e ela queimou.                                         |
| Macheti, nish poyde ottojtiya ashachi                            | Quando ela queimava, ele não podia sair.                                                            |
| Latijsha yosse lachuta dula, dula achamaya.                      | Ele fez o mesmo de novo, e foi como antes.                                                          |
| Lachuta dulaja, latijsha bijbinta mashiya latiji.                | Então depois que ele fez aquilo, choveu fortemente.                                                 |
| Lati binta mashiti, latijsha bobomashiya latiji ayma.            | Então choveu fortemente, [a chuva] exuiu o fogo.                                                    |
| Ati bobomashiti, yosse madulaja, maotcheyase atomtew.            | Quando o fogo havia sido extinguido, ele fez outra flecha [e] colocou para fora de novo.            |
| Lati nish macheya latiji ayma.                                   | Dessa vez o fogo não a queimou.                                                                     |
| Ati nish macheti, ottoya latiji.                                 | Quando ela não queimou, ele saiu.                                                                   |
| “Ottontunaja”, kutaya latiji ayee.                               | "Vamos lá fora", ele disse à sua irmã.                                                              |
| Latijsha ottuya.                                                 | Então eles saíram.                                                                                  |
| Ottuja, tütuja, kuybalimaw ayetina.                              | Eles saíram, sentaram e pensaram, ele e sua irmã.                                                   |
| “Tëtëpshë dulashtatunaja tuwa dulaya?                            | "O que vamos fazer agora?"                                                                          |
| Anuta pëlëw tatatashamaw tammeshamaw”, tawya.                    | Nossos pais e mães estão mortos!", eles disseram.                                                   |
| Adyindyiwya atiw, ati sewebonto ayetina, ottuja pujtachi.        | Eles ficaram tristes esse jovem e sua irmã, depois de terem saído.                                  |
| Lati adyindyi tütuti amala ati; bëjtuya na Ayma Shunñe.          | Enquanto eles estavam sentados tristes, ele veio. Eles viram o Homem Fogo.                          |
| Mañeseya latiji na balla itta, kummësaw, kummëtantiw.            | Ele plantava semente de planta, fruta de árvore e semente de árvore.                                |
| Atiw malañesese amalati.                                         | Ele estava as plantando para eles quando ele [o homem] veio.                                        |
| Mabëjtaja, limawjwaniya.                                         | Quando ele os viu, ele foi olhar para eles.                                                         |
| Bëtiw limawjwaniti, achutuya.                                    | Quando ele foi olhar para eles, eles estavam daquele jeito.                                         |
| Muyteya latija: “Amatiw patataw pammew?” mutaya.                 | Ele os perguntou: "Onde estão seus pais e mães?"                                                    |
| “Kapëlë: tammew tammeshamaw, aymaja mache.                       | Está acabado: o fogo queimou nossos pais [e mães].                                                  |
| Atila ‘tëpshë dulashtatunaja tuwa’ tatu”, kutawya.               | "Por isso que dissémos 'o que vamos fazer agora?'", eles o disseram.                                |
| Latijsha awëwëya ati Ayma.                                       | Então o Homem Fogo chorou.                                                                          |
| Awëwëja, latijsha ashmutaya: “Lanuta lëshie winaniya ilëtëchap.” | Ele chorou e os disse o seguinte: "Eu quero que vocês vivam juntos e procriem".                     |
| “Kunwinantachap miyetina mipipitina”, kutaya.                    | "Vocês vão viver juntos, você com sua irmã e você com seu irmão", ele disse.                        |
| Latijsha “nish poydetu achuta dulantuti tuwa.”                   | Então eles disseram: "nós não podemos fazer isso".                                                  |
| “Nish tajusu dulantuti”, kutuya.                                 | "Nós não queremos fazer isso!" eles disseram para ele.                                              |
| Latijsha: “Sëja paordenay, pandyujuya lachuta.”                  | Então ele disse: "Eu estou ordenando vocês".                                                        |
| “Lachuta dulachap”, mutaya latiji Ayma.                          | "Vocês farão como eu digo", o Homem Fogo os disse.                                                  |
| Lash mutaja, malamalaya.                                         | Quando ele os disse aquilo, ele os abandonou.                                                       |
| Nish tayle amchi malatila, ati Ayma.                             | Nós não sabemos aonde foi o Homem Fogo.                                                             |
| Lati malamalati, lachuta winaniwja winaniwya, ayetina.           | Quando ele os havia abandonado eles viveram assim.                                                  |
| Lachuta dulawja, iñumawya atiw, ayetina.                         | Agindo assim, eles tiveram filhos juntos, ele e sua irmã.                                           |
| Lati iñumawja, nish tayle amchi, amashkuta winaniwtila latiji.   | Depois de eles terem filhos, nós não sabemos aonde eles foram ou como eles viveram depois.          |

### Numeração
| 1 | lëtta  |
| 2 | lëshie |
| 3 | liwi   |
| 4 | lëpsha |

Fontes mais antigas também listam palavras para os números de 5 a 11, 20, 50 e 100. Porém, com o tempo, eles foram perdidos e substituídos por numerais em espanhol.